# Большая Лямпа
Большая Лямпа — река в России, протекает в Пермском крае.

## Течение
Берёт начало примерно в 3 км от границы со Свердловской областью на западных склонах хребта Казанский Камень (Северный Урал). По хребту проходит граница Европы и Азии, а также водораздел Волги и Оби. На всём своём протяжении протекает через территорию Красновишерского района Пермского края. Течёт преимущественно в юго-западном и западном направлениях, характер течения — горный. Устье реки находится в 55 км по правому берегу реки Улс. Длина реки составляет 34 км. В 17 км от устья слева принимает крупный приток Малая Лямпа. Высота устья — 334,2 м над уровнем моря.

## Данные водного реестра
По данным государственного водного реестра России относится к Камскому бассейновому округу, водохозяйственный участок реки — Кама от водомерного поста у села Бондюг до города Березники, речной подбассейн реки — бассейны притоков Камы до впадения Белой. Речной бассейн реки — Кама.
Код объекта в государственном водном реестре — 10010100212111100004464.